# اعتصاب سراسری

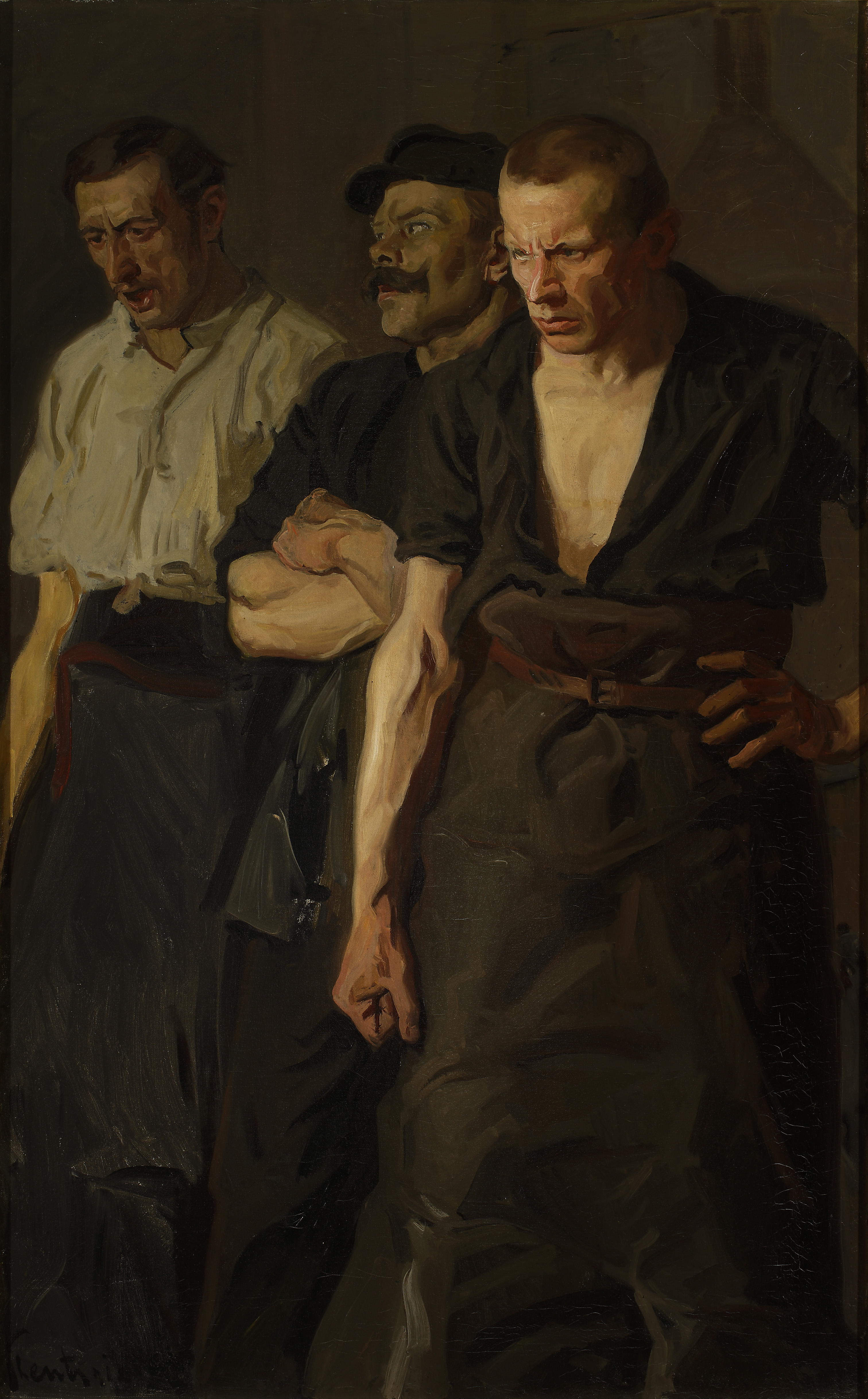
نقاشی اعتصاب (۱۹۱۰)، موزه ملی ورشو

اعتصاب سراسری یا اعتصاب عمده عبارت از اعتصاب بخش عمده‌ای از نیروی کار یک شهر، منطقه یا کشور است. مشخصهٔ اعتصاب سراسری، شرکت کردن افراد از بخش‌های کاری مختلف در آن و تمایل به ورود همهٔ اتحادیه‌ها در آن است.

## پیشینه
یکی از قدیمی‌ترین ریشه‌های اعتصاب سراسری به روم باستان و اعتصاب پلبی‌ها بازمی‌گردد. ظاهراً پلبی‌ها مخترع مفهوم اعتصاب‌اند. اعتصاب آنها از آنجا ناشی شد که دیدند دوستان‌شان که اغلب شجاعانه در نیروی نظامی و به تخت شاهی خدمت کرده بودند حالا به خواست پاتریسی‌ها به زنجیر کشیده و به بردگی گرفته شده‌اند.
در این مسئله، پاتریسی‌ها از موقعیت سیاسی بالاتر خود سوء استفاده می‌کنند و برای اینکه پول بیشتری به‌دست آورند تصمیم می‌گیرند نه تنها دشمنان شکست خورده را به تسخیر خود درآورند بلکه از پلبی‌های تهیدست هم با بردگی گرفتن سوء استفاده کنند. در روم، پلبی‌ها باید از قانون اطاعت می‌کردند اما حق نداشتند از قوانین خبر داشته باشند در نتیجه پاتریسی‌ها می‌توانستند قانونی از ذهن خود ارائه دهند. با این قانون پاتریسی‌ها می‌توانستند هر ستمی را به پلبی‌ها وارد کنند. در ۴۵۰ پیش از میلاد در پی اعتصاب و شورش پلبی‌ها، تصویب شد که قانون روم برای همه نوشته شود.